# 김시현 (서예가)
김시현(金時顯, 1960년 1월 25일 ~ )은 대한민국의 서예가이다. 아호(雅號)는 경산(鏡山), 현암(玄菴)이다.

## 생애
작가는 안동시의 유가(儒家)에서 태어나 조부모님의 글씨 쓰는 모습을 보며 서예에 관심을 갖게 되었다. 대학에 진학한 뒤 서예에 매료되어 이름난 서예가들을 찾아다니며 배움을 청했다.
대한민국미술대전 서예부문 초대작가이자 심사위원, 한국미술협회 서예분과 이사를 역임했으며, 현재는 대구미술협회 부회장을 맡고 있다. 2014년과 2016년, 2021년에 세 차례의 개인전을 가졌으며, 중국과 일본, 대만을 오가며 수십여 회에 걸친 국제 교류전에 참여했다. 현재 서실을 운영하며 서예를 가르치고 있으며 후학들에게 도움을 주고자 한시를 담은 《한시 100수 서예집》을 출간하기도 했다.

## 약력

### 현재
- (사)국제서법예술연합 대구경북지회장
- 김시현서예술원 主宰

### 경력
- 2019 - 2021 수성구 작품구입·임차 및 대여에 관한 심의위원
- 2018 - 2021 제21대 대구미술협회 부회장
- 2018 - 2019 매일초대작가회 회장[4]
- 2016 한국미술협회 청년작가선발전 운영위원
- 2014 - 2016 제20대 대구미술협회 서예분과위원장
- 2014 한국미술작가총명감발간편집위원
- 2013 - 2015 제23대 한국미술협회 서예분과 이사
- 2012 - 2014 대구경북서예가협회 이사
- 2012 - 2021 대구달성문화센터 서예강사
- 2012 정수서예문인화대전 초대작가
- 2011 - 2015 구미시평생교육원 서예강사
- 2010 무등미술대전 초대작가
- 2008 정수서예문인화대전 추천
- 2007 한국미술협회 청년분과위원
- 2007 대한민국미술대전 서예부문 초대작가
- 2007 대구시서예문인화대전 초대작가
- 2006 - 2014 국제서법예술연합 대구경북지회 사무국장
- 2005 무등미술대전 추천작가
- 2004 매일서예문인화대전 초대작가

### 수상
- 2023 대한민국영남서예대전 초대작가상
- 2022 대구서예문인화대전 초대작가상
- 2016 대구미술인상[5]
- 2016 수성구미술가협회 선정작가[6]
- 2005 대한민국미술대전 우수상
- 2004 대한민국정수서예문인화대전 대상
- 2004 대구시서예문인화대전 최우수상

### 심사 및 운영
- 2023 고산황기로 전국학생서예대전 심사위원
- 2022 제45회 경상남도미술대전 서예부문 심사위원장
- 2022 제35회 성산미술대전 심사위원
- 2022 제13회 마산3·15미술대전 심사위원
- 2022 제41회 대한민국미술대전 서예부문 운영위원
- 2020 대한민국미술대전 서예부문 2차 심사위원
- 2019 매일서예문인화대전 운영위원장
- 2019 죽농서화대전 심사위원
- 2019 울산미술대전 심사위원
- 2019 구미문예공모전 심사위원
- 2018 매일서예문인화대전 운영위원장
- 2018 대한민국가훈대전 심사위원
- 2017 대구서예문인화대전 심사위원
- 2017 매일서예문인화대전 심사위원
- 2017 대구지방경찰청 사내미술대전 심사위원
- 2016 대한민국청년작가선발전 운영위원
- 2015 신사임당·이율곡서예대전 심사위원
- 2015 고운서예대전 심사위원
- 2015 경상남도 초·중학생 미술실기대회 심사위원
- 2014 대한민국미술대전 서예부문 1차 심사위원
- 2014 대구광역시 학생서예실기대회 심사위원
- 2014 영남미술대전 심사위원
- 2014 경상남도 환경미술대전 심사위원
- 2014 청도새마을서예대전 심사위원장
- 2013 대구서예문인화대전 운영위원
- 2013 영남서예대전 심사위원
- 2013 경상북도서예문인화대전 심사위원장
- 2013 행촌서예대전 심사위원
- 2012 성산미술대전 심사위원
- 2011 구미인동3.1문화제 휘호대회 심사위원장
- 2011 - 2014 매일서예대전 운영위원
- 2010 대한민국가훈대전 심사위원
- 2009 전국휘호대회 심사위원
- 2008 단원미술대전 심사위원
- 2008 CJB청주직지세계문자서예대전 심사위원
- 2007 정부인안동장씨추모여성휘호대회 심사위원
- 2007 국제유교문화서예대전 심사위원
- 2006 삼성현미술대전 심사위원

### 편저
- 한시100수 서예집2 (이화문화출판사, 2019)
- 한시100수 서예집 (이화문화출판사, 2018)
- 서법논초 (경산연서회, 2009)

### 주요 전시회
- 개인전
  - 2022.04 김시현 동병상구전 (파티마병원갤러리)
  - 2021.03 수성아트피아 초대전 시역과의 (호반갤러리)
  - 2019.04 한시100수 서예집 출간기념전 (대구문화예술회관)
  - 2018.04 김시현 예천명전 (대구문화예술회관)
  - 2016.11 수성문화원 초대전 (갤러리수성)
  - 2014.06 김시현 천자문전 (대구문화예술회관)
- 단체전
  - 2022 대구미술제 외 不知其數
  - 2021 대구예술제 기획전
  - 2021 대경서예축전 (대구문화예술회관)
  - 2020 수성중견작가 초대전 (수성문화원)
  - 2020 국제서법예술연합 서법교류전 (안동문화예술의 전당)
  - 2020 안동서예인 연합회전 (안동민속박물관)
  - 2020 대구미술제 (대구미술협회)
  - 2020 국제서법예술연합 한국본부전 (서울 한국미술관)
  - 2020 수성구미술가협회창립11주년, 기억의 소환展 (수성아트피아)
  - 2019 공익과 예술의 만남전 (대백프라자 갤러리)
  - 2019 수성구미술가협회창립10주년기념, 스타트-업展 (수성아트피아)
  - 2018 영호남 미술교류전 (대구미술협회)
  - 2018 한·중 국제서예전 (포항문화예술회관)
  - 2018 한·중, 대구-무석 국제미술교류전 (대구문화예술회관)
  - 2018 대구·광주·부산·전북 미술교류전 (대구미술협회)
  - 2018 향토작가 초대전 (안동서예가협회)
  - 2018 수성미술관개관기념 초대전 (수성미술관)
  - 2017 중·한 서법교류전 (중국 사천성)
  - 2017 대구예술제 기획전 (대구예총)
  - 2017 대구7개구 미술협회 연합전 (대구문화예술회관)
  - 2017 부산서예비엔날레 (부산시민공원 전시실)
  - 2017 명가서예초대전 (대전서구문화원)
  - 2017 한국서예문인화 대표작가초청전 (서울 한국미술관)
  - 2016 경북도청신청사이전기념 한·중 국제서예전 (안동예술의 전당)
  - 2016 대구-위해 미술작품교류전 (중국위해미술관)
  - 2016 유지경성 희망전 (수성문화원)
  - 2016 대구·경북 미술혁신프로젝트전 (대구문화예술회관)
  - 2016 대구미술제 (대구미술협회)
  - 2015 乙未墨韻展 (웃는얼굴아트센터)
  - 2015 중·한 국제서법교류전 (중국 운남성)
  - 2014 대구의 힘, 예술의 힘 展 (대구예총)
  - 2014 한·중 국제서예전 (경주예술의 전당)
  - 2013 중·한 서법교류전 (중국 운남성)
  - 2013 대구경북서예가협회 회원전 (대구문화예술회관)
  - 2012 중국신강 국제서법대전 (신강서법가협회)
  - 2012 경주국제서예대전 (경주예술의 전당)
  - 2011 중·한 국제서법교류전 (중국 사천성)
  - 2011 하회마을세계문화유산등재기념 안동세계서예대전 (안동예술의 전당)
  - 2010 수성구미술가협회 창립전 (수성아트피아)
  - 2010 중·한 국제서법교류전 (중국 산동성)
  - 2009 청계문중서화전 (안동시민회관)
  - 2009 중·한 국제서법교류전 (중국신강미술관)
  - 2009 한·중·일 국제서예전 (대구문화예술회관)
  - 2008 대한민국미술대전 초대작가전
  - 2008 대한민국청년작가 초대전 (서울 한전아트센터)
  - 2008 매일신문창간62주년전 (대백갤러리)
  - 2008 다문화가정지원을 위한 서예전 (매일신문사)
  - 2008 한·중 국제서예전 (대구문화예술회관)
  - 2008 일·한 국제서법대전 (주일한국대사관)
  - 2008 한·중 국제서예전 (김천문화예술회관)
  - 2007 국제유교문화서예대전 (안동체육관)
  - 2007 중·한 서법교류전 (중국신강미술관)
  - 2007 한국미술협회 청년작가초대전 (구.서울역사)
  - 2007 국서련30주년기념 국제서예대전 (세종문화회관)
  - 2006 국제서법예술연합 한국본부전 (세종문화회관)
  - 2006 한·중·일 국제서예전 (대구문화예술회관)
  - 2006 매일서예대전 초대작가전 (대구문화예술회관)
  - 2005 불우이웃돕기 서예전 (봉산문화회관)
  - 2003 대구하계유니버시아드대회기념 국제서예전 (대구문화예술회관)